# Carthage (Texas)
Pour les articles homonymes, voir Carthage (homonymie).
La ville de Carthage est le siège du comté de Panola, dans l’État du Texas, aux États-Unis. Sa population s’élevait à 6 779 habitants lors du recensement de 2010, estimée à 6 756 habitants en 2016.

## Source
- (en) Cet article est partiellement ou en totalité issu de l’article de Wikipédia en anglais intitulé « Carthage, Texas » (voir la liste des auteurs).